# 博多弁の女の子はかわいいと思いませんか?
『博多弁の女の子はかわいいと思いませんか？』（はかたべんのおんなのこはかわいいとおもいませんか？）は、新島秋一による日本の漫画。
元々は著者がTwitterに投稿していた漫画だったが、それを見た福岡県出身の編集者が主人公の可愛さと博多弁に注目し、秋田書店の『チャンピオンクロス』に2016年6月14日配信分から連載されることとなった。2016年11月には単行本が発売されている。『チャンピオンクロス』が『Champion タップ!』と統合して『マンガクロス』となってからは、2018年7月31日より連載されている。

## 概要
博多から東京に越してきた主人公の視点を通じて、博多弁や福岡県における現代の習俗やその首都圏との違いを描く“ご当地漫画”であり、作品形態は4コマ漫画数本で一話を形成する一話完結型。
作中で福岡の企業の実名を取り上げる際は、毎回その企業に許可を取っており、単行本のクレジットで紹介されている。

## 主な登場人物
東 京
本作の主観者的主人公。幼稚園（1巻の特別編によると5歳）の時に博多から東京に引っ越し、現在は東京の高校に通う高校1年の男子生徒。どん子の幼なじみで、彼女からは博多弁で話しかけられるが、本人は博多弁や福岡の風習はほとんど忘れている。反面、東京の文化や風習に詳しく、よくどん子と掛け合っている。爬虫類全般が苦手。ベンチャースカウト活動に参加している。どん子からは「みゃーこ」と呼ばれている。ことあるごとにどん子に博多弁で「好いとーと」と言わせようとして失敗している。10月1日生まれ。八王子市に住んでおり、たまに同地が23区に含まれていないことに卑屈になる。どん子達の前では残念な面が目立つが、家族や周囲への気遣いを忘れず、ご近所では老若男女問わず人気者。
ドラマでは開始時点の5年前、小学生の頃に東京に引っ越してきた。福岡に住んでいた頃は明るい性格だったが、転校時に笑われたショックで福岡での風習や方言、思い出を自ら封印し、高校生になっても無口で暗い性格のまま、クラスでも孤立していた。
博多乃 どん子
本作のヒロイン。京の福岡時代の幼なじみ。高校1年の女子生徒で博多生まれ・博多育ちの博多っ子でバリバリの博多弁を使う。一学期に偶然京のいる高校に転校してきた（クラスも同じ）。当初は京相手にのみ博多弁を使っていた が、のちに町子が博多弁に理解を示したことで京以外にも博多弁で話すようになる。東京に対し、とんでもなく悪い偏見を持っている。幼少時にはおしとやかで無口だった。京が使う共通語に違和感を感じており「ドラマみたいで気取っている」と評している。豚骨ラーメンがソウルフードで、しばらく食べないと「豚骨ラーメン欠乏症」になる。弟と妹がいる。
ドラマでは転校直後から京だけでなく誰彼構わず博多弁を使う、教室中を福岡のグッズで装飾するなど、郷土愛が強い描写が見られる。
下 町子
京とどん子のクラスメイト。東京の下町生まれ・下町育ちのチャキチャキの江戸っ子。2人に対するツッコミ役。特に京はことあるごとに彼女から鉄拳制裁を受けている。小柄だがスタイルが良い。京から聞いてどん子に興味を持つが、最初はどん子にはヤンキーだと思われていた。基本的に表情の変化に乏しく口も悪い が、どん子の使う博多弁に理解を示し、友達となる。努力家で、常に予習・復習を欠かさず、テストでは常に100点を取る優等生。普段はクールだが怒ると怖い。突拍子もないフレーバーのドリンクを試飲するのが趣味という、味覚がチャレンジャーな一面もある。
ドラマでは京と小学校からの同級生という設定になっている。
内藤先生
京たちのクラスの担任の男性教師で歴史担当。アラサー世代。非常に真面目で細かいが、生徒思い。趣味は釣り。どん子の博多弁のせいで「セミがないとう（セミが鳴いている）」→セミが内藤→セミが内藤先生となってしまい、挙句の果てに「セミ先生」と呼ばれるようになる。
ドラマでは年齢と出身地が原作と異なる。
斉藤先生
保健室長の女性教師。北九州市・小倉の出身。年齢は内藤先生と同じくアラサー。北九州市を福岡とひとくくりにされると怒る。内藤先生と同じく、どん子の博多弁によって「花がさいとう（花が咲いている）」→花=斉藤先生となってしまった。内藤先生とは互いに想い合っている仲だが、お互いが初々しい上にすれ違いが多く、発展しない。
博多乃 めん子
どん子の妹で小学6年生。いつも眠たそうな半目が特徴。東京に引っ越すことを嫌がったが姉に諭された。反抗期で、姉に反抗的な態度を取ることも多いが、何だかんだで姉のことは好きである。
博多乃 鷹雄
どん子の弟で中学3年生。剣道部員で玉竜旗出場を目指して努力している。反抗期。京とは、部員仲間が京の中学の後輩だった事から面識があり、彼に対しては素直な態度を見せる。
どん子の父親
下の名前は不詳。山笠の舁き手で、東京に転勤してからも山笠の季節になると有給休暇を使って参加するほど熱心で、いわゆる「山のぼせ」である。一方で家族旅行の際に急な仕事で合流できなくなったり、親戚から「あの人は普段家おらんけんつまらん」と貶められるなど、度々その不在がネタにされている。
福岡 友子
どん子の博多時代の友達。部活をしている。

## 書誌情報
- 新島秋一 『博多弁の女の子はかわいいと思いませんか？』 秋田書店〈チャンピオンREDコミックス〉、既刊4巻（2022年7月20日現在）
  1. 2016年11月18日発売[4]、ISBN 978-4-253-23791-8
  2. 2017年3月17日発売[5]、ISBN 978-4-253-23792-5
  3. 2019年7月8日発売[6]、ISBN 978-4-253-23793-2
  4. 2022年7月20日発売[7]、ISBN 978-4-253-23794-9

## テレビドラマ
福岡放送開局50周年記念スペシャルドラマとして2019年7月19日の金曜19時00分から福岡県・佐賀県で放送。主演は福岡県出身の岡田健史。2019年7月19日の放送直後より、Huluでの配信が開始。翌日20日のHulu視聴ランキングで、2位という高順位に輝いた。これはローカル局発のドラマとしては最高位であり、異例の快挙となった。

### あらすじ
東 京（）は小学生のとき、博多から東京へ引っ越すことになり、幼馴染の少女博多乃どん子に互いのことを忘れないよう手作りの押し花のキーホルダーを渡した。しかし転校初日、博多弁での挨拶を“失敗”したことがトラウマとなり、京は博多弁を封印し出身地を隠すようになるが、クラスに馴染めず親しい友人もできずにいた。
それから数年、高校生になっても京はクラスから浮いたままだったが、ある日幼馴染のどん子が転入し、クラスメイトたちに博多をアピールしてたちまち人気者になる。かつての“失敗”からどん子に複雑な思いを抱く京だったが、倒れたどん子に好物だった豚骨ラーメンを食べさせたいと奮闘する中、幼いころに抱いていたどん子への恋心が再燃する。

### キャスト
- 東 京 - 岡田健史／池田旭広（幼少期）
- 博多乃どん子 - 福田愛依／MOMOHA（幼少期）[8]
- 下町子 - 長見玲亜[11]
- 今田美桜（本人） - 今田美桜[12]
- 内藤先生 - 光石研[13]
- 東雛子 - 原沙知絵[13]
- 博多乃もつ美 - 森口博子[13]
- ラーメン屋の店主 - 野間口徹[13]
- 日暮里隆司 - 広田亮平
- 駒込史郎 - 渕野右登
- 巣鴨恭平 - コーシロー
- 秋葉原ひろし - 小林喜日
- 上野光莉 - 清水茜
- 神田希美 - 若林薫
- 博多乃めん子 - 平澤宏々路

### スタッフ
- 原作 - 新島秋一 『博多弁の女の子はかわいいと思いませんか？』（チャンピオンREDコミックス / 秋田書店刊）
- 脚本 - 小山正太
- 演出 - 塚本連平
- 企画プロデュース - 高明希
- プロデューサー - 川上敏哉（福岡放送）、大塚英治（ケイファクトリー）
- 制作協力 - 日テレアックスオン、ケイファクトリー
- 製作著作 - 福岡放送